# RIM-24 Tartar
El RIM-24 Tartar de General Dynamics fue un misil naval de medio alcance tierra-aire (SAM) y uno de los primeros misiles tierra-aire en equipar a los navíos de la Armada de Estados Unidos. El Tartar era el tercero de los llamados "3 T", los tres SAM principales de la Armada usados en los años sesenta y setenta, los otros eran el RIM-2 Terrier y el RIM-8 Talos.

## Historia
El Tartar nació de la necesidad de un sistema más ligero para embarcaciones más pequeñas y algo que pudiera atacar objetivos a muy corta distancia. Esencialmente, el Tartar era básicamente un RIM-2C Terrier sin el refuerzo secundario. El Tartar nunca tuvo una designación de SAM-N-x y fue conocido simplemente como misil Mk 15 hasta que se introdujo el sistema de designaciones unificado del Ejército-Marina en 1963.
El Tartar se utilizó en diferentes buques, con una variedad tanto en tamaño como en número. Inicialmente se utilizó el lanzador de doble rail Mk 11, los barcos posteriores utilizaron los lanzadores de rail único Mk 13 y Mk 22. Las primeras versiones demostraron ser poco fiables. El programa de conversión del Tartar para mejorarlo actualizaron los misiles anteriores al estándar RIM-24C que era mucho mejor. Se canceló el desarrollo y un nuevo misil, el estándar RIM-66, fue diseñado para reemplazarlo. Incluso después de la actualización al nuevo misil, se decía que los barcos eran todavía buques Tartar porque llevaban el sistema de Control de disparo de misiles guiados Tartar.

## Variantes
- RIM-24A:     Misil Original
- RIM-24B:     Tartar mejorado
- RIM     24C: Programa de conversión del Tartar (ITR). Programa de mejora de fiabilidad     del Tartar (TRIP)

## Buques que transportaban el sistema de control de disparo Tartar
- Destructores clase Charles f. Adams / destructores clase Lütjens (Alemania) / Destructores clase Perth (Australia)
- Cruceros clase Albany
- Destructores clase Mitscher (modificación de los misiles guiados)
- Destructores clase Forrest Sherman (modificación de los misiles guiados)
- Fragatas clase Brooke
- Cruceros de la clase California
- Cruceros de la clase Virginia
- Destructores de la clase Kidd
- Destructores de la clase T 47 (modificación de los misiles guiados)
- Fragata Cassard

## Operadores
Australia
- Royal Australian Navy

 Alemania
- Marina Alemana

 Estados Unidos
- Marina de los Estados Unidos